# 101-es főút (Magyarország)
A 101-es főút egy másodrendű főút Hegyeshalom közigazgatási területén. Hossza valamivel több mint 1,1 km.

## Nyomvonala
Hegyeshalomtól keletre ágazik ki az 1-es főútból, annak az M15-ös autópályával alkotott csomópontjánál. Elhalad Hegyeshalom belterületének keleti széle mellett, majd egy hídon áthalad az 1-es vasútvonal felett. Az M1-es autópálya 168-as kilométerénél lévő Hegyeshalom-kelet csomópont előtt ér véget.
Teljes hossza az országos közutak nyilvántartását szolgáló kira.kozut.hu adatbázisa szerint 1,148 km.